# Capitano Alatriste
Capitano Alatriste (El Capitán Alatriste) è un romanzo storico scritto da Arturo Pérez-Reverte. È il primo capitolo della saga con protagonista il personaggio letterario di Diego Alatriste.

## Trama
Madrid, XVII secolo. Il giovane Íñigo Balboa diventa il paggio di Diego Alatriste, detto Capitano, veterano di mille battaglie, abile e valoroso spadaccino che ora sbarca il lunario con incarichi "poco ortodossi".
Alatriste viene assoldato per eliminare due viandanti inglesi, una mossa al centro di un complotto ordito dal capo dell'Inquisizione frate Emilio Bocanegra, in combutta con Luis de Alquézar, segretario del Re. Come compagno nell'impresa gli viene assegnato un italiano nerovestito, lo spietato Gualterio Malatesta; l'agguato avverrà in uno stretto bugigattolo alla periferia di Madrid, passaggio obbligato per raggiungere l'ambasciata inglese. Ma nel momento cruciale, quando Alatriste sta per infilzare uno dei due, resta colpito dal fatto che questi non chieda grazia per sé, ma per il suo giovane amico, che sta per soccombere all'italiano; anche se capisce che questa decisione gli costerà cara, decide di non ucciderlo ed inoltre si interpone tra Malatesta ed il giovane, salvandogli la vita, ma conquistando l'odio eterno del sicario siciliano, che si allontana minacciandolo. Alatriste conduce i due inglesi nel vicino palazzo del suo amico il conte di Guadalmedina, che li accoglie e riconoscendoli immediatamente comunica ad Alatriste che quei due erano nientemeno che Carlo, l'erede al trono d'Inghilterra, ed il suo favorito il marchese di Buckingham, venuti fin lì in incognito per conoscere la figlia del monarca spagnolo, promessa sposa di Carlo, e per far sì che il matrimonio si traduca in realtà.
I mandanti dell'agguato non perdoneranno mai Alatriste, che non segue il consiglio di Guadalmedina di fuggire lontano, e resta a Madrid, dove subisce alcuni tentativi di assassinio; il più clamoroso avviene durante una rappresentazione teatrale alla quale assistono anche il re e gli ospiti inglesi. Questi lo riconoscono e accorrono in suo aiuto quando sta per soccombere a sei sicari. In seguito il capitano e gli aggressori vengono arrestati e dopo qualche giorno Alatriste viene convocato dal conte di Olivares, potentissimo primo ministro, che, a conoscenza del complotto contro gli inglesi aveva ordinato che non venissero uccisi ma solo spaventati, e vuole capire come mai i suoi ordini stavano per essere trasgrediti col pericolo di creare un irreparabile incidente diplomatico. Alatriste riesce a convincerlo della sua buona fede, salvandosi così la vita, e mettendo in grave difficoltà il segretario generale Luis de Alquézar, su cui sfocia l'ira del conte, che ovviamente non può toccare un esponente di rilievo della chiesa, come il frate Bocanegra. 
Per contro, Alatriste dovrà tornare a servire nel suo vecchio reggimento, comandato dal generale Spinola, nelle Fiandre dove la guerra non accenna a finire.

## Opere derivate
Nel 2006 Viggo Mortensen ha interpretato Alatriste nel film Il destino di un guerriero.
Nel 2012 il settimanale Skorpio ha pubblicato a puntate la versione a fumetti del romanzo, realizzata da Carlos Giménez (testi) e Joan Mundet (disegni). 

## Edizioni
- Arturo Pérez-Reverte, Capitano Alatriste, traduzione di Roberto Bovaia, Marco Tropea Editore, 2001.

- Arturo Pérez-Reverte, Capitano Alatriste, traduzione di Roberto Bovaia, Adriano Salani Editore, 2006,  p. 215, ISBN 88-8451-481-9.
- Arturo Pérez-Reverte, Capitano Alatriste, traduzione di Roberto Bovaia, Il Saggiatore, 2009,  p. 214, ISBN 88-565-0116-3.